# 王陳策
王陳策（1507年—？），字師董，號近山，直隸揚州府泰州人，軍籍，明朝政治人物。

## 生平
嘉靖十九年（1540年）庚子科應天府鄉試第七十六名舉人。嘉靖二十六年（1547年）中式丁未科會試第二百五十六名，登第三甲第一百三十四名進士。大理寺觀政，授诸暨、峡江二知县，升工部主事、员外、郎中，出为广信知府。

## 家族
曾祖王讓，知縣；祖父王貢，教諭；父王交，母吳氏。子王之凤（生员）。